# Jade Empire
Jade Empire is een actierollenspel uit 2007, ontwikkeld door BioWare voor de Xbox spelcomputer. Het is gepubliceerd door Microsoft en het is uitgekomen in 2005. Jade Empire speelt zich af in een fictieve en mythische wereld die gebaseerd is op de Chinese oudheid. Met behulp van traditionele vechtsporten beleeft de speler een avontuur in deze wereld. Tijdens het spel doet de speler ervaring op en leert hij diverse vechtstijlen waaronder ook magische, wapen- en defensieve stijlen. Zodra de speler een niveau stijgt, wordt deze beter in deze stijlen en in het algemeen ook sterker.
Dit spel is een trendbreuk vergeleken met vorige BioWare-titels (zoals Star Wars: Knights of the Old Republic), omdat naast de traditionele RPG-elementen het ook aspecten bevat van een vechtspel. Daarnaast is dit het eerste RPG-spel van BioWare dat voor het eerst geen gebruik maakt van de Dungeons & Dragons spelregels.
Voordat men begint te spelen, moet eerst een 'character' (personage) aangemaakt worden, zoals in de meeste RPG's. Hier heeft de speler niet de vrijheid om uit een ras te kiezen of uit de traditionele klassen, maar er kan worden gekozen uit een aantal mannelijke personages en een aantal vrouwelijke. Als de speler een personage heeft gekozen, moet hij nog verschillende punten onderverdelen in bepaalde attributen, die zorgen voor snelheid, kracht en magie.

## Verhaal
Het verhaal begint in het dorp Two Rivers (Ned. Twee Rivieren) ver weg van de keizerlijke hoofdstad van de Jade Empire waar keizer Sun Hai de scepter zwaait. De hoofdpersoon is een leerling van Master Li op een vechtsportschool. De hoofdpersoon staat al heel zijn/haar leven onder de hoede van Master Li.

## Kritiek
Het spel wordt gerangschikt als Mature (Ned. Volwassen) door de Amerikaanse spelkeuring ESRB, wat inhoudt dat aangeraden wordt dat alleen 17-jarigen en ouderen het spel mogen spelen vanwege de gewelddadige en bloederige inhoud, al is de omgeving waar het spel zich afspeelt vaak sprookjesachtig.
In het algemeen ontving het spel goede kritieken al wordt soms het vechtspelelement te gemakkelijk en als eentonig ervaren. Soms schrikt men ook terug vanwege de langdurige dialogen, in plaats van het constante vechten met computer tegenstanders. Ook wordt het ontbreken van een online-spelmodus als groot minpunt gezien.

## Special Edition
In maart 2007 is Jade Empire ook uitgekomen op de pc als Jade Empire: Special Edition. Verschillen met de X-box versie zijn: hogere resoluties tot 1600x1200 (1920x1200 in breedbeeld), nieuwe visuele effecten; Twee nieuwe vechtstijlen, genaamd iron palm en viper; een nieuwe transformatiestijl (alleen voor de Amerikaanse versie); verbeterde AI; een nieuwe moeilijkheidsgraad "Jade Master" en aangepaste controls voor de pc. Verder wordt het spel ook geleverd met een poster en een boekje waarin schetsen staan van de omgevingen en personages die voorkomen in het spel.

## Trivia
- Het spel is opgenomen in het boek 1001 Video Games You Must Play Before You Die van Tony Mott.

## Voetnoten
1. ↑  BioWare's Official Jade Empire Site[dode link]